# Крістін Касперсен

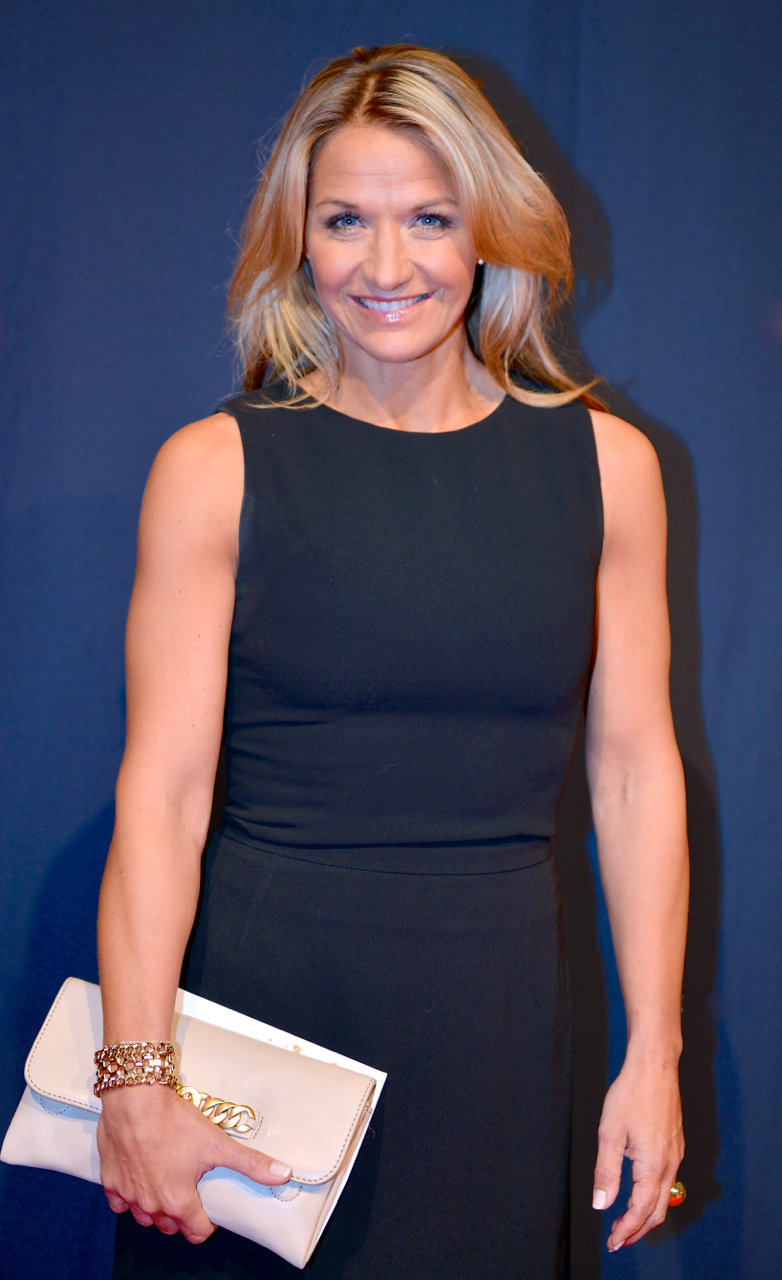
Крістін Касперсен 2014

Крістін Касперсен - (швед. Kristin Kaspersen; 30 вересня 1969) - шведсько-норвезька телеведуча, яка працює у шведській медіа-компанії TV4 Group.  Вона донька Барбри Маргарет «Лілл-Бабс» Свенссон та К'єлла Касперсена. Касперс розпочала свою телевізійну кар'єру на початку 1990-х років після завершення стажування в одній з програм Роберта Ашберга. З тих пір вона брала участь у безліч популярних телевізійних шоу і є одним із відомих телевізійних персонажів Швеції, згідно зі статтею 2009 року в "Sydsvenskan".

## Раннє життя
Касперсен народилася в Осло, Норвегія, і є донькою шведської співачки та актриси Лілль-Бабс і норвезького футбольного воротаря К'єлла Касперсена. Вона виросла в Стокгольмі зі своєю матір'ю, але у вільний час часто відвідувала свого батька в Осло. Касперс почала свою акторську кар`єру в одинадцять років. Вона з'явилася в мюзиклі "Пеппі Довгапанчоха" в театрі Folkan в Стокгольмі разом зі своєю старшою сестрою Малин Бергхаген.  Протягом наступних років вона ще декілька разів грала в різних мьюзиклах. У 1988 році Касперсен закінчила гімназію в Юсдалі. Вона працювала барменом, офіціанткою, а також стюардесою в Стокгольмі та Осло після закінчення школи. 

## Телевізійна кар'єра
У період з 1990 по 1991 рік, Касперсен була стажистом Роберта Ашбергома. Це підштовхнуло її кар'єру на телебаченні, і незабаром вона отримала роботу метеоролога на TV3 в Норвегії.  Вона дебютувала в якості телеведучої  1992 року під час шведського шоу Station Åre (транслювалося по ZTV), на якому вона працювала до 1993 року. Крістін була нагороджена «Призом Леннарта Хайленда» в номінації «Найбільшу популярна телевізійна особистість Швеції» (ставши наймолодшою знаменитістю, яка отримала цю нагороду). 
В кінці 1990-х років Касперсен разом з Ульфом Ларссоном вела розважальне шоу "Söndagsöppet". У цій програмі вона брала інтерв'ю у відомих особистостей, таких як Шер і Том Джонс. У 2002 році Касперсен брала участь у "Melodifestivalen" (транслювалося по SVT), а в 2003 і 2005 роках вона стала учасницею шоу "Fortet" (TV4), шведської версії телегри Форт Буаяр. З 2007 року Касперсен є однією з провідних ведучих "Nyhetsmorgon" на TV4, найбільшого ранкового шоу в Швеції. Вона також висвітлювала  на ТВ4 весілля Вікторії, принцеси Швеції та Деніеля Вестлінгома у 2010 році. 
Касперенс веде рубрику Family Living в одному зі шведських журналів. 
Вона була переможцем Let's Dance 2019, який транслювався на ТВ4.

## Особисте життя
У 2000 році Касперсен розлучилася зі своїм хлопцем Мартіном Лампрехта, з яким вона співмешкала протягом п'яти років. У них є син на ім'я Філіп. Касперсен одружилася з Гансом Фаленом, також шведським телеведучим, в квітні 2003 року. Вони разом брали участь у грі Форд Буаяр в 2003 та 2005 роках. Через десять місяців після їхнього весілля, в лютому 2004 року, у них народився син на ім'я Леон. Касперс і Фален вирішили подати на розлучення на початку 2008 року, хоча вони все ще залишилися хорошими друзями. 
З 2010 року Касперсен живе в Соллентуна, за межами Стокгольма. У вільний час вона захоплюється фотографією, гольфом, фізичними вправами та йогою. 